# Добровольська Людмила Іванівна
Людмила Іванівна Добровольська (24 вересня 1956 р. м. Галич Івано-Франківська область) – журналістка, письменниця. Член Національної спілки журналістів України (1995), заслужений журналіст України (2009).

## Життєпис
Народилася в сім’ї вчителів. Навчалась у Макарівській середній школі на Київщині.
У 1978 закінчила Київський технологічний інститут харчової промисловості (Національний університет харчових технологій) за фахом інженера-технолога.
З 1978 по 1980 працювала начальником лабораторії Макарівського маслозаводу (ЗАТ «АТ МАКАРІВ МОЛОКОЗАВОД»), а після переїзду в Кагарлик – помічником майстра на Кагарлицькому маслозаводі (Кагарлицький маслоробний завод  ПрАТ "КАГМА").
З 1980 по 1985 працювала інженером на Кагарлицькому елеваторі (Кагарлицький елеватор, Комплекс Агромарс).
З 1985-1990 – займала посаду економіста Кагарлицького тресту «Авторембуд». Була громадським кореспондентом газет «Ленінська зоря» (Макарів) та «Будівник комунізму» (Кагарлик), обласної «Київська правда», робила дописи в республіканські газети «Молода гвардія» та «Сільські вісті».
3 1990 – кореспондент, потім завідуюча. відділом районної газети, яка нині має назву «Вісник Кагарличчини».
З 1993 року, не полишаючи газети, працювала коментатором, відтак головним редактором – заступником директора телерадіостудії «ТБ Кагарлик».
У 2011 році з політичних мотивів була звільнена з телестудії.
З 2011 по 2013 працювала керівником дитячої студії юних журналістів у Кагарлицькому районному центрі дитячої та юнацької творчості (КЗ КМР «Кагарлицький центр дитячої та юнацької творчості»).
З квітня 2014 р. працювала на телестудії КП «Телестудія „ТБ Кагарлик“» оглядачкою радіо і телебачення. В березні 2025 р. була звільнена з телестудії «ТБ Кагарлик».
Обиралась депутатом Кагарлицької міської ради V, VI і VII скликань.

## Відзнаки
- Лауреат Всеукраїнської літературно-мистецької премії «Київська книга року-2023».
- Ювілейна медаль Асоціації міст України «10 років на захисті інтересів громади» (2008).
- Кобзарська Грамота за внесок у збереження і примноження культурних цінностей українського народу (2009).
- Почесна грамота Національної спілки краєзнавців України.
- Інші грамоти й подяки РДА, райради, міськради, обласного центру дитячої та юнацької творчості, районної Асоціації підприємців.

## Видання
Вийшли друком п’ять художньо-публіцистичних книжок. Її книжки це спогади з юності, сьогодення; подорожі до місць, пов’язаних з трагічною історією українського народу, зустрічі з письменниками та митцями. Книжки Людмили Добровольської містять величезний краєзнавчий матеріал:
- «Зустріч» (1995),
- «Сонячний годинник» (2003),
- «Паралелі» (2008),
- «Дощ надії» (2013),
- «Дум моїх вогонь холодний» (2023).